# ۴-(۴-متیل‌فنیل)-۴-اکسوبوتانوئیک اسید
۴-(۴-متیل‌فنیل)-۴-اکسوبوتانوئیک اسید (به انگلیسی: 4-(4-Methylphenyl)-4-oxobutanoic acid) با فرمول شیمیایی C11H12O3 یک ترکیب شیمیایی با شناسه پاب‌کم 244162 است. که جرم مولی آن 192.2112 g/mol می‌باشد. شکل ظاهری این ترکیب، پودر سفید است.